# 东湖圩镇
东湖圩镇，原为东湖圩乡，是中华人民共和国湖南省衡陽市耒阳市下辖的一个乡镇级行政单位。2015年11月18日，撤乡建镇。

## 行政区划
东湖圩镇下辖以下地区：
坳山村、金盆村、山田村、上石村、小山村、泉岭村、湖塘村、株山村、上中村、枣子村、石堰村、北龙村、汤泉村、枫泉村（农科）、枫林村、观音阁村、太坪村、小田村、大桥村、玄芝村、龙山村和小塘村。